# 11912 Piedade
11912 Piedade (1992 OP5) là một tiểu hành tinh vành đai chính được phát hiện ngày 30 tháng 7 năm 1992 bởi E. W. Elst ở Đài thiên văn Nam Âu.
DJ. "JoTa"